# Maura Tierney
Maura Lynn Tierney (Boston, Massachusetts, Estats Units, 3 de febrer de 1965) és una actriu estatunidenca. És  coneguda per haver interpretat Abby Lockhart a la sèrie de televisió Urgències (E.R.).

## Biografia
Maura Lynn Tierney és filla de l'antic president del consell municipal de Boston. Va estudiar a la Notre Dame Academy de Hingham, establiment catòlic per a noies.
Abans de ser actriu, Maura Tierney segueix estudis a la universitat de Nova York on obté un diploma d'art dramàtic, i al Circle in the Square Theatre School. Debuta a espectacles com Rosencrantz i Guildenstern are Dead, Come Back to the Five and Dime, Jimmy Dean, Jimmy Dean, Baby With the Bathwater, Danny and the Deep Blue Sea i The Effect of Gamma Rays on Man-in-the Moon Marigolds.

### Carrera
No havent pogut fer carrera al cinema, va cap a la televisió, que li deixa l'oportunitat de rodar telefilms: Student Exchange l'any 1987, Crossing the Mob l'any 1988, o encara Flying Blind l'any 1990. Té, mentrestant, un paper en una sèrie de televisió, The Van Dyke Show. Richard Shepard li confiarà el seu primer paper al cinema a Encadenadament teva, amb David Bowie i Rosanna Arquette. Rodarà a continuació diverses produccions, sota la direcció de Roger Donaldson, Erica Fox, Tom Holland…
Cal esperar 1995 perquè Maura Tierney accedeixi a la celebritat. En efecte, en aquesta data s'incorpora a l'equip de NewsRadio, una sèrie molt popular a l'altra banda de l'Atlàntic, on assegura durant quatre anys el paper femení principal, Lisa Miller.
Cosa que li permet, l'any 1996, de enfilar el paper de Naomi Chance a Les dues cares de la veritat, al costat de Richard Gere, sota la direcció de Gregory Hoblit. Maura Tierney, que interpreta a Mentider compulsiu, l'esposa de Jim Carrey, serà a la pantalla a Primary Colors, de Mike Nichols, i per poc surt al costat de Bruce Willis a The Broadway Brawler, el rodatge es va aturar després de vint dies de treball.
L'any 1999, encarna la filla d'un primatòleg (interpretat per Anthony Hopkins) a Instint, policia neuròtica a Oxygen, dirigida pel seu còmplice Richard Shepard i amb Adrien Brody en el paper del criminal amb que s'enfronta.
S'incorpora el mateix any al repartiment de la sisena temporada de la sèrie Urgències en el paper de la infermera Abby Lockhart, que esdevindrà metgessa en el transcurs de la desena temporada. Tindrà aquest paper fins al 2008, alguns mesos abans de l'aturada de la sèrie a la quinzena temporada. Ha d'altra banda va obtenir l'any 2001 la seva primera nominació als Premis Emmy per aquesta sèrie.
Ha fet el paper de Pat McBeth al costat de Christopher Walken a Scotland, Pennsylvània, una versió contemporània de Macbeth, sota la direcció del seu marit, Billy Morrissette. l'any 2006, Maura Tierney demana el divorci després de dotze anys de matrimoni, per a diferències irreconciliables.
Va tornar als escenaris i va abandonar Urgències al començament de la quinzena temporada. Des d'aleshores, ha estat compromesa en la nova seria de NBC, Parenthood, adaptació del film del mateix nom. Al pilot, Maura Tierney hi interpreta Sarah Braverman, mare soltera de dos adolescents. No obstant això, els rodatges es van retardar pel seu estat de salut: hom s'assabenta el juliol del 2009 que Maura té un tumor al pit i decideix el setembre abandonar la sèrie, l'horari de producció estava afectat pels seus tractaments contra el càncer. El paper va ser passat el mes següent a Lauren Graham (Gilmore Girls). El 27 de gener del 2010, el seu agent va revelar que havia acabat el seu tractament i que tornava al treball signant per a una peça de teatre.
L'any 2012, s'incorpora al repartiment de la sèrie tele The Good Wife en la qual retroba Julianna Margulies, la seva col·lega a Urgències, per a set episodis. I des de 2014, interpreta Helen Solloway, l'esposa de Noah, a la sèrie The Affair.

## Teatre
- 2013: Lucky Guy de Nora Ephron, posada en escena de George C. Wolfe, Broadhurst Theatre
- 2016: The Town Hall Affair d'Elizabeth LeCompte, segons el film Town Bloody Hall realitzat per Chris Hegedus i D.A. Pennebaker[5]

## Filmografia

### Cinema
- 1991: Dead Women in Lingerie d'Erica Fox: Molly Field
- 1991: Encadenadament teva (The Linguini Incident) de Richard Shepard: Cecelia
- 1992: White Sands de Roger Donaldson: Noreen
- 1993: Fly by Night de Steve Gomer: Denise
- 1993: The Temp de Tom Holland: Sharon Derns
- 1995: Mercy de Richard Shepard: Simone t
- 1996: Les dues cares de la veritat (Primal Fear) de Gregory Hoblit: Naomi Chance
- 1997: Liar Liar de Tom Shadyac: Audrey Reede
- 1998: Primary Colors de Mike Nichols: Daisy Green
- 1999: Oxygen de Richard Shepard: Madeline Foster
- 1999: Forces Of Nature de Bronwen Hughes: Bridget Cahill
- 1999: Instint de Jon Turteltaub: Lynn Powell
- 2000: The Thin Pink Line de Joe Dietl i Michael Irpino: Suzanne
- 2000: Mexico City de Richard Shepard: Pam (veu al telèfon)
- 2001: Scotland PA de Billy Morrissette: Pat McBeth
- 2002: Insomnia de Christopher Nolan: Rachel Clement
- 2003: Melvin Goes to Dinner de Bob Odenkirk: Leslie
- 2004: Benvinguda a Mooseport (Welcome To Mooseport) de Donald Petrie: Dr Sally Mannis
- 2006: Danny Roane: First Time Director de Andy Dick: Ella-mateix
- 2006: Diggers de Katherine Dieckman: Gina
- 2007: The Go-Getter de Martin Hynes: Hal's Pet
- 2008: Semi-pro de Kent Alterman: Lynn
- 2008: Baby Mama de Michael McCullers: Caroline
- 2008: Finding Amanda de Peter Tolan: Lorena Mendon
- 2012: Nature Calls de Todd Rohal: Janine
- 2018: Beautiful Boy de Felix Van Groeningen: Karen

### Curts
- 2002: Rooftop Kisses de Andrew Bernstein: Denise
- 2002: The Nazi de Rob Lurie: Helen

## Televisió

### Sèries
- 1988: Forces Of Nature: Jillian Ryan
- 1989: Family Ties'): Darlene
- 1990: Booker: Dona Cofax
- 1991: Law and Order: Patricia « Patti » Blaine
- 1994: 704 Hauser: Cherlyn Markowitz
- 1995 - 1999: Family Ties: Lisa Miller
- 1999 - 2009: Urgències (ER): Abby Lockhart
- 2000: Booker: Kathy Kelly (veu)
- 2000: Law and Order: Tanya (veu)
- 2009: Rescue Me: Kelly McPhee
- 2010: The Whole Truth: Kathryn Peale
- 2011: The Office: Mrs. California
- 2011: Ruth & Erica: Erica
- 2012: The Good Wife: Maddie Hayward
- 2014: King of the Hill: Helen Solloway

### Telefilms
- 1987: Student Exchange de Mollie Miller: Kathy Malby
- 1988: Crossing the Mob de Steven Hilliard Stern: Michelle
- 1990: Flying Blind de Vince DiPersio: Dona
- 1994: Lifestories: Families in Crisis (episodi A Body to Die for: The Aaron Henry Story de David Burton Morris
- 1994: Out of Darkness de Larry Elikann: Meg
- 2009: Stuck de Matthew Leutwyler: Maura

## Premis
- Globus d'Or del 2016 : Millor actriu secundària en una sèrie, mini-sèrie o telefilm per a The Affair
- Primetime Emmy a la millor actriu secundària en sèrie dramàtica per a ER